# Jonstorps IF
Jonstorps IF är en idrottsförening från Jonstorp i Höganäs kommun, Skåne. Klubben bildades den 29 mars 1933. Föreningen bedriver verksamhet inom fotboll och ishockey, men har även haft bandy, terränglöpning och konståkning på programmet. Föreningen har också blivit känd för att Mats Olsson på Expressen brukar skriva om fotbollslaget i sina krönikor.

## Fotboll
Fotboll dominerade från starten och man spelade under 1950-talet i Division V och VI förutom några år på 1960-talet på man nådde Division IV.

## Bandy
Bandysektionen startade 1935 och redan 1938 var man i DM-semifinal i Skåne. 1950 blev föreningens juniorer distriktsmästare i Skåne. 1987 blev dock bandyns sista säsong i Jonstorp. Därefter följde ett halvt dussin vintrar där isen inte frös och sedan kom bandyn inte tillbaka.

## Ishockey
Ishockeysektionen bildades den 26 mars 1950 och baserades på bandylaget. Många spelare spelade i både bandy- och ishockeylaget. 1957 kunde föreningen inviga en egen konstisbana, den fjortonde i Sverige och den andra i Skåne. 1976 byggdes tak och tre väggar över banan och 1966 gjordes den om till en ishall. 
Jonstorps juniorer var framgångsrika och blev skånska mästare vid tre tillfällen i slutet av 1950-talet och början av 1960-talet. Även A-laget var framgångsrikt och nådde Division II till säsongerna 1962/1963 och 1969/1970.
Till säsongen 2000/2001 nådde A-laget Division 1 och höll sig kvar till 2007 då man beslutade att ingå ett samarbete med Helsingborgs HC för att rädda klubben. I samband med detta avstod man sin plats i Division 1 och flyttade ner till Division 2.

### Säsonger i Division 1
| Säsong    | Division           | Placering | Vårserie              | Kval/Playoff                          |
| --------- | ------------------ | --------- | --------------------- | ------------------------------------- |
| 2000/2001 | Division 1 Södra B | 8         | 5:a i vårserien       | 2:a i kvalserien till Division 1      |
| 2001/2002 | Division 1 Södra B | 6         | 1:a i vårserien       | 3: i återkvalsserien till Division 1  |
| 2002/2003 | Division 1 Södra   | 7         | 4:a i Förkval Södra B |                                       |
| 2003/2004 | Division 1 Södra   | 10        |                       | 1:a i kvalserien till Division 1      |
| 2004/2005 | Division 1 Södra   | 3         | 3:a i Förkval Södra   |                                       |
| 2005/2006 | Division 1F        | 5         |                       |                                       |
| 2006/2007 | Division 1F        | 9         | 6:a i vårserien       | Avstod spel i kvalserien, nerflyttade |

### Kända spelare
Föreningens främsta spelarprofiler har varit Lars-Erik Johansson och Sverker Torstensson. Johansson spelade för Västra Frölunda HC, medan Torstensson gick vidare till Rögle BK, Nybro IF och Södertälje SK.
Andra kända spelare är Torgny Löwgren (Rögle BK, Leksands IF), Fabian Brunnström (Dallas Stars) samt Hampus Lindholm (Anaheim Ducks).